# Cselgáncs az 1972. évi nyári olimpiai játékokon
A cselgáncs az 1972. évi nyári olimpiai játékokon másodszor, nyolc év után, immár hat súlycsoportban  szerepelt.

## Éremtáblázat
| Az 1972. évi nyári olimpiai játékok éremtáblázata cselgáncsban | Az 1972. évi nyári olimpiai játékok éremtáblázata cselgáncsban | Az 1972. évi nyári olimpiai játékok éremtáblázata cselgáncsban | Az 1972. évi nyári olimpiai játékok éremtáblázata cselgáncsban | Az 1972. évi nyári olimpiai játékok éremtáblázata cselgáncsban | Olimpia  |
| -------------------------------------------------------------- | -------------------------------------------------------------- | -------------------------------------------------------------- | -------------------------------------------------------------- | -------------------------------------------------------------- | -------- |
|                                                                | Ország                                                         | Arany                                                          | Ezüst                                                          | Bronz                                                          | Összesen |
| 1.                                                             | Japán (JPN)                                                    | 3                                                              | 0                                                              | 1                                                              | 4        |
| 2.                                                             | Hollandia (NED)                                                | 2                                                              | 0                                                              | 0                                                              | 2        |
| 3.                                                             | Szovjetunió (URS)                                              | 1                                                              | 1                                                              | 2                                                              | 4        |
|                                                                |                                                                |                                                                |                                                                |                                                                |          |
| 4.                                                             | Nagy-Britannia (GBR)                                           | 0                                                              | 1                                                              | 2                                                              | 3        |
| 5.                                                             | NSZK (FRG)                                                     | 0                                                              | 1                                                              | 1                                                              | 2        |
| 6.                                                             | Dél-Korea (KOR)                                                | 0                                                              | 1                                                              | 0                                                              | 1        |
| 6.                                                             | Lengyelország (POL)                                            | 0                                                              | 1                                                              | 0                                                              | 1        |
|                                                                |                                                                |                                                                |                                                                |                                                                |          |
| 8.                                                             | Franciaország (FRA)                                            | 0                                                              | 0                                                              | 3                                                              | 3        |
| 9.                                                             | Brazília (BRA)                                                 | 0                                                              | 0                                                              | 1                                                              | 1        |
| 9.                                                             | Észak-Korea (PRK)                                              | 0                                                              | 0                                                              | 1                                                              | 1        |
| 9.                                                             | NDK (GDR)                                                      | 0                                                              | 0                                                              | 1                                                              | 1        |
|                                                                |                                                                |                                                                |                                                                |                                                                |          |
| Összesen                                                       | Összesen                                                       | 6                                                              | 5                                                              | 12                                                             | 23       |

## Érmesek
| Az 1972. évi nyári olimpiai játékok érmesei cselgáncsban |                                      |                                            |                                              |
| Versenyszám                                              | Arany                                | Ezüst                                      | Bronz                                        |
| 63 kg                                                    | Kavagucsi Takao · Japán (JPN)        | Nem adták ki                               | Kim Jongik (Kim Yong-ik) · Észak-Korea (PRK) |
| 63 kg                                                    | Kavagucsi Takao · Japán (JPN)        | Nem adták ki                               | Jean-Jacques Mounier · Franciaország (FRA)   |
| 70 kg                                                    | Nomura Tojokazu · Japán (JPN)        | Antoni Zajkowski · Lengyelország (POL)     | Anatolij Novikov · Szovjetunió (URS)         |
| 70 kg                                                    | Nomura Tojokazu · Japán (JPN)        | Antoni Zajkowski · Lengyelország (POL)     | Dietmar Hötger · NDK (GDR)                   |
| 80 kg                                                    | Szekine Sinobu · Japán (JPN)         | O Szungnip (O Seung-nip) · Dél-Korea (KOR) | Brian Jacks · Nagy-Britannia (GBR)           |
| 80 kg                                                    | Szekine Sinobu · Japán (JPN)         | O Szungnip (O Seung-nip) · Dél-Korea (KOR) | Jean-Paul Coche · Franciaország (FRA)        |
| 93 kg                                                    | Sota Csocsisvili · Szovjetunió (URS) | David Starbrook · Nagy-Britannia (GBR)     | Paul Barth · NSZK (FRG)                      |
| 93 kg                                                    | Sota Csocsisvili · Szovjetunió (URS) | David Starbrook · Nagy-Britannia (GBR)     | Chiaki Ishii · Brazília (BRA)                |
| +93 kg                                                   | Wim Ruska · Hollandia (NED)          | Klaus Glahn · NSZK (FRG)                   | Nisimura Motoki · Japán (JPN)                |
| +93 kg                                                   | Wim Ruska · Hollandia (NED)          | Klaus Glahn · NSZK (FRG)                   | Givi Onasvili · Szovjetunió (URS)            |
| Nyílt                                                    | Wim Ruska · Hollandia (NED)          | Vitalij Kuznyecov · Szovjetunió (URS)      | Jean-Claude Brondani · Franciaország (FRA)   |
| Nyílt                                                    | Wim Ruska · Hollandia (NED)          | Vitalij Kuznyecov · Szovjetunió (URS)      | Angelo Parisi · Nagy-Britannia (GBR)         |